# Марк Воррен
Марк Воррен (англ. Marc Warren; нар. 20 березня 1967) — англійський актор, найбільше відомий завдяки ролям у серіалах Віртуози, Порок, Велика гра та Скажені пси.

## Особисте життя
Народився у місті Нортгемптоншир 20 березня 1967 року. Наприкінці 1979 року Воррен переїхав до Фарнборо, Гемпшир. Він навчався у школі Cove Senior School в 1980—1982 роках, перш ніж повернутися у рідне місто.

## Кар'єра
Воррен працював у кіно, телебаченні, театрі та на радіо. Він був членом Національного молодіжного театру та займався у школі East 15 Acting School (хоча так і не завершив навчання).
Воррен брав участь у цифровій розкадровці фільму Зоряні війни. Епізод I. Прихована загроза як замінник Юена Мак-Грегора.
Перша велика роль Воррена припала на 1992 рік, коли він зіграв сина губернатора Фолклендських островів Рекса Ганта у фільмі BBC Неджентльменський закон.
Він зіграв Дагі Реймонада у серіалі Порок і Альберта Бліта у серіалі HBO Брати по зброї, продюсований Стівеном Спілбергом і Томом Генксом.
У 1996 році він зіграв в одному епізоді серіалу Горець. У 2000 році його було представлено до премії Королівського товариства телевізійників за роль Монкса в екранізації Олівера Твіста. У 2003 році він виконав роль ключового персонажа Домініка Фоя у серіалі BBC Велика гра.
Одна із найвідоміших його ролей — роль Денні Блу в серіалі «Віртуози», який виходив у 2004—2007 роках. У 2005 році вийшов фільм про футбольних фанатів Хулігани Зеленої вулиці, у якому він виконав роль засновника «фірми» клубу Вест Гем Юнайтед
У червні 2006 року він зіграв персонажа, на ім'я Елтон Поуп в епізоді серіалу Доктор Хто Кохання і монстри. Це було його повернення до серіалу, оскільки одна із найперших його появ у кіно відбулася ще до закриття «Доктора Хто» в епізоді Поле бою із Сьомим Доктором. Його персонаж Елтон повинен був повернутися як постійний супутник Доктора у четвертому сезоні, проте згодом рішення було скасоване на користь персонажу Кетрін Тейт Донни Ноубл. У грудні того ж року він зіграв в екранізації роману Террі Пратчетта Санта-Хрякус каналу Sky1. Тоді ж він зіграв графа Дракулу у новій екранізації класичного роману Брема Стокера, виготовленому компанією ITV Productions для каналу BBC Wales. Рейтинг фільму склав 5.23 мільйони.
У лютому 2007 року він зіграв злодія Тоні Крейна у другому сезоні серіалу Життя на Марсі. У грудні 2007 він зіграв містера Джона Сімпсона в екранізації роману Балетні туфельки, де знімався разом з Емілією Фокс та Еммою Вотсон.
У фільмі 2008 року Особливо небезпечний він зіграв роль «Відновлювача», члена Братерства.
У 2009 році він виконав роль у п'єсі Мартіна Макдонаха The Pillowman у театрі Curve, за яку був номінований на нагороду TMA. Воррен озвучує реклами на радіо у Великій Британії.
У 2011 році Воррен разом із Джоном Сіммом, Філіпом Гленістером та Максом Бізлі зіграв у серіалі Скажені пси каналу Sky1
У вересні 2011 він повернувся у театр, аби зіграти роль харизматичного бунтівника Холоднокровного Люка у однойменній постановці Емми Рівз. П'єса заснована на романі Донна Пірса і зрежисована Ендрю Лудоном. П'єсу ставили тільки в період з 23 вересня 2011 до 7 січня 2012.. Марк Воррен знову виконав роль Денні Блу в останньому епізоді серіалу Віртуози.
Воррен приєднався до команди американського серіалу Хороша дружина восени 2012 у ролі чоловіка Калінди Шарма, якого раніше не показували.

## Фільмографія

### Кіно
| Рік  | Назва                               | Роль          | Примітки        |
| ---- | ----------------------------------- | ------------- | --------------- |
| 1995 | Boston Kickout                      | Роберт        |                 |
| 1996 | Блиск                               | Рей           |                 |
| 1996 | Приховане у мовчанні                | Любич         |                 |
| 1997 | Принесіть мені голову Мевіса Девіса | Клінт         |                 |
| 1998 | Збережіть жінку                     | Теренс        |                 |
| 1998 | Татко Саваж                         | Вік           |                 |
| 2000 | Вільні духи                         | Коксоголовий  |                 |
| 2002 | Хлопці Капоне                       | Джиммі        |                 |
| 2002 | Трагедія месників                   |               |                 |
| 2003 | Принципи хіті                       | Біллі         |                 |
| 2003 | Пісня для ізгоя                     | Брат Мак      |                 |
| 2005 | Хулігани Зеленої вулиці             | Стів Данем    |                 |
| 2005 | Повсталий з пекла 7: Армія мерців   | Джой          |                 |
| 2006 | Кольоровий Кубрик                   | Хад           |                 |
| 2006 | Земля сліпих                        | Пул           |                 |
| 2006 | Життя святих                        | Отець Деніель |                 |
| 2008 | Інтерком                            | Саймон        | Короткометражка |
| 2008 | Особливо небезпечний                | Відновлювач   |                 |
| 2010 | Чи моляться слои?                   | Марлін        |                 |
| 2012 | Дикий Білл                          | П'яний татко  |                 |

### Телебачення
| Рік       | Назва                               | Роль                  | Зауваження           |
| --------- | ----------------------------------- | --------------------- | -------------------- |
| 1989      | Доктор Хто                          | у масовці             | немає в титрах       |
| 1991      | Нещасний випадок                    | Нік                   |                      |
| 1992      | Неввічливий закон                   | Тоні Хант             |                      |
| 1992      | Grange Hill                         | Томас Ранкін          |                      |
| 1992      | На лінії вогню                      | PC Underwood          | сезон 1, епізод 2    |
| 1992      | Sam Saturday                        | Колін Феннел          | сезон 1, епізод 6    |
| 1993      | Серцебиття                          | Руперт Ешфордлі       | сезон 2, епізод 1    |
| 1994      | Рота Шарпа                          | Капітан Раймер        |                      |
| 1995      | Молодий Індіана Джонс               | Манфред фон Ріхтхофен |                      |
| 1995      | Головний підозрюваний               | Енді Дайсон           | сезон 4, епізод 3    |
| 1995      | Мисливці за привидами з Іст-Фінчлі  | Батч                  |                      |
| 1995      | Чисто англійське убивство           | Даррен Гаттон         | сезон 11, епізод 144 |
| 1996      | Джек Фрост                          | Грем Мак-Арді         | сезон 4, епізод 1    |
| 1997      | Горець                              | Морган Д'Естейн       | сезон 4, епізод 19   |
| 1997      | Вікліф                              | Ерні Сворленд         | Різдвяний спецепізод |
| 1998      | Аліса в Задзеркаллі                 | Труляля               |                      |
| 1998      | Як ти мене хочеш?                   | Марк Піггот           | сезон 1, епізод 4    |
| 1999      | Олівер Твіст                        | Монкс                 |                      |
| 1999–2000 | Порок                               | Дагі Реймонд          |                      |
| 2000      | Чорне таксі                         | Стюарт                |                      |
| 2001      | Брати по зброї                      | Альберт Бліт          | 2 епізоди            |
| 2001      | The Bombmaker                       | Квін                  |                      |
| 2001      | Тільки чоловіки                     | Мак                   |                      |
| 2001      | Великий злий світ                   | Рассел                | сезон 3, епізод 4    |
| 2002      | No Night Is Too Long                | Іво Стедман           |                      |
| 2002      | NCS: Manhunt                        | Лоренс Брайт          |                      |
| 2002      | Після роботи                        | Джейсон Вудс          | сезон 3, епізод 1    |
| 2003      | Велика гра                          | Домінік Фой           |                      |
| 2003      | Відновлення                         | Кріс Синглтон         |                      |
| 2003      | Пуаро Агати Крісті                  | Мередит Блейк         | сезон 9, епізод 1    |
| 2004      | Хочу бути Джудіт                    | Х'юго                 |                      |
| 2004      | Міс Марпл Агати Крісті              | Капітан Ейнсфорт      | сезон 1, епізод 2    |
| 2004–2007 | Віртуози                            | Денні Блу             |                      |
| 2005      | Вінсент                             | Гері да Сілва         | сезон 1, епізод 1    |
| 2005      | Заплутані історії                   | Алекс Райт            |                      |
| 2006      | Доктор Хто                          | Елтон Поуп            | 1 епізод             |
| 2006      | Санта-Хрякус                        | Джонатан Тітайм       |                      |
| 2006      | Дракула                             | Граф Дракула          |                      |
| 2007      | Життя на Марсі                      | Тоні Крейн            | сезон 2, епізод 1    |
| 2007      | Балетні туфельки                    | Містер Сімпсон        |                      |
| 2008      | Месія 5: Захват                     | Джозеф Воке           |                      |
| 2008      | Спалити                             | Філіп Кроулі          |                      |
| 2008      | Спільні друзі                       | Мартін Грантем        |                      |
| 2010      | Джон Фрост                          | оповідач              |                      |
| 2010      | Бен Гур                             | Давид                 |                      |
| 2010      | Турбуючись про Боя                  | Стів Стрейндж         |                      |
| 2010      | Підсудні                            | Кенні Армстронг       | сезон 1, епізод 5    |
| з 2011    | Скажені пси                         | Рік                   | 8 епізодів           |
| 2011      | Без тебе                            | Грег                  |                      |
| 2012      | Віртуози                            | Денні Блу             | фінальний епізод     |
| 2012      | Хороша дружина                      | Нік                   |                      |
| 2015      | Джонатан Стрейндж та містер Норрелл | Джентльмен            |                      |